# Stadion Santiago Bernabéu
Santiago Bernabéu je nogometni stadion v Madridu. Je domači stadion ekipe Real Madrida. Graditi so ga začeli 27. oktobra 1944. Najprej se je imenoval Estadio Chamartín po prejšnjem Madridskem stadionu. Novi stadion je bil slovesno odprt decembra 1947. Sedanje ime je uradno dobil 4. januarja 1955 v čast klubskega predsednika Santiaga Bernabeu.
Kapaciteta stadiona se je pogosto spreminjala; vrh je dosegla po širitvi leta 1953, ko je stadion sprejel do 120.000 gledalcev. Od takrat je ta objekt doživel več zmanjšanj kapacitete, zadnjič v letih 1998/99 - kot odgovor na Uefino prepoved stojišč na tekmah evropskih tekmovanj. V zadnjem času (leta 2003) je stadion doživel povečanje za 5000 mest. Sedanja kapaciteta je 81044 mest.
Santiago Bernabéu je eno od najbolj znanih nogometnih prizorišč na svetu, tako kot Nou Camp (Barcelona), Wembley (London), San Siro (Milano) in Maracana (Rio de Janeiro). Bernabeu je gostil veliko pomembnih srečanj, vključno s finalom Evropskega pokala (1957, 1980), finalom lige prvakov (1964, 2010) in finala svetovnega prvenstva (1982). Po prenovi leta 2003 se ta stadion ponaša tudi z Uefino oceno petih zvezdic.